# Stefan Johansen
Stefan Johansen (* 8. Januar 1991 in Vardø) ist ein norwegischer Fußballspieler.

## Karriere

### Verein
Stefan Johansen wurde 1991 in Vardø, der östlichsten Stadt Norwegens, geboren. Er begann seine Karriere beim heimischen Vardø IL, für den er bis zum Jahr 2005 spielte. Im Alter von 14 Jahren wechselte er zum FK Bodø/Glimt, für den der Mittelfeldspieler ab der Saison 2007 in der Profimannschaft spielte. Nach vier Spielzeiten für den Verein aus Bodø wechselte der talentierte Jungprofi zu Beginn der Spielzeit 2011 zu Strømsgodset IF. Mit dem Verein aus der Region Buskerud belegte er nach dem Saisonende den 8. Tabellenplatz. Bereits eine Saison später wurde sein Verein Vizemeister hinter Molde FK. In der Spielzeit 2013 konnte Johansen mit Spielern wie Kim André Madsen, Jørgen Horn, Øyvind Storflor, Lars Christopher Vilsvik, Simen Brenne, Flamur Kastrati, Ola Kamara, Thomas Sørum, Abdisalam Ibrahim und Jarl André Storbæk erstmals nach 43 Jahren die Meisterschaft für den Verein gewinnen. Im Januar 2014 wechselte Johansen als vierter Norweger nach Harald Brattbakk, Vidar Riseth und Thomas Rogne zu Celtic Glasgow in die schottische Premiership und unterschrieb einen Vertrag mit Laufzeit bis Sommer 2017. Er gab sein Debüt für Celtic beim 4:0-Heimsieg über Hibernian Edinburgh am 26. Januar 2014, als er in der 87. Spielminute für Charlie Mulgrew eingewechselt wurde. Den ersten Treffer konnte Johansen zwei Monate später am 22. März 2014 gegen den FC St. Mirren erzielen. Mit Celtic wurde der Norweger dreimal Meister in Schottland. Nachdem sich abzeichnete das Johansen seinen im Jahr 2017 auslaufenden Vertrag nicht vorzeitig verlängern wird, wurde er von Celtic im August 2016 zum englischen Zweitligisten FC Fulham transferiert.
Mit seiner neuen Mannschaft beendete Johansen (36 Ligaspiele/11 Tore) die EFL Championship 2016/17 als Tabellensechster und zog damit in die Aufstiegs-Play-offs ein. Dort scheiterte Fulham jedoch bereits im Halbfinale am FC Reading. Erfolgreicher agierte der Verein in der Saison 2017/18, als ein 1:0-Finalsieg über Aston Villa den Aufstieg in die Premier League brachte. Die Spielzeit in der Premier League 2018/19 verlief sowohl für Stefan Johansen als auch für Fulham enttäuschend. Der Mittelfeldspieler bestritt lediglich zwölf Ligapartien und seine Mannschaft stieg als Tabellenvorletzter wieder in die zweite Liga ab. Die Rückkehr in die EFL Championship 2019/20 endete jedoch nach nur einer Spielzeit, da der FC Fulham erneut in das Play-off-Finale in Wembley einzog und abermals als Sieger vom Feld ging (2:1 nach Verlängerung gegen den FC Brentford). Stefan Johansen bestritt 33 Ligaspiele, wurde jedoch im Finale nicht eingesetzt. Am 26. Januar 2021 wechselte der 30-Jährige auf Leihbasis bis zum Saisonende zum Zweitligisten Queens Park Rangers und erzielte für sein neues Team vier Treffer in einundzwanzig Ligaspielen der EFL Championship 2020/21. Daraufhin verpflichtete ihn QPR im Juli 2021 auf fester Vertragsbasis. Nach zwei Spielzeiten wurde sein Vertrag im Sommer 2023 nicht mehr verlängert und Johansen war ein halbes Jahr vereinslos, ehe ihn im Februar 2024 Sarpsborg 08 FF aus der heimischen Eliteserien unter Vertrag nahm.

### Nationalmannschaft
Stefan Johansen spielt seit der U-15 für Norwegen. Weitere Einsätze folgten in den Altersklassen U-16, U-17, U-18 und U-19. Im Juni 2012 debütierte er in der U-21, mit der er an der Europameisterschaft teilnahm. Im August 2013 debütierte er in der A-Nationalmannschaft seines Heimatlandes im Länderspiel gegen Schweden. Im Debütspiel das in der Friends Arena von Solna ausgetragen wurde, konnte er bei der 2:4-Niederlage die zwischenzeitliche 2:1-Führung erzielen. Im März 2021 erklärte Stefan Johansen im Alter von 30 Jahren nach 55 Länderspielen (6 Tore) seinen Rücktritt aus der norwegischen Nationalmannschaft.

## Erfolge
mit Strømsgodset IF
- Norwegischer Meister: 2013

mit Celtic Glasgow
- Schottischer Meister: 2014, 2015, 2016
- Schottischer Ligapokal: 2015

mit dem FC Fulham
- Aufstieg in die Premier League: 2018
- Aufstieg in die Premier League: 2020

Individuell
- Norwegens Fußballer des Jahres 2014
- Schottlands Fußballer des Jahres 2015